# Catherine Pozzi

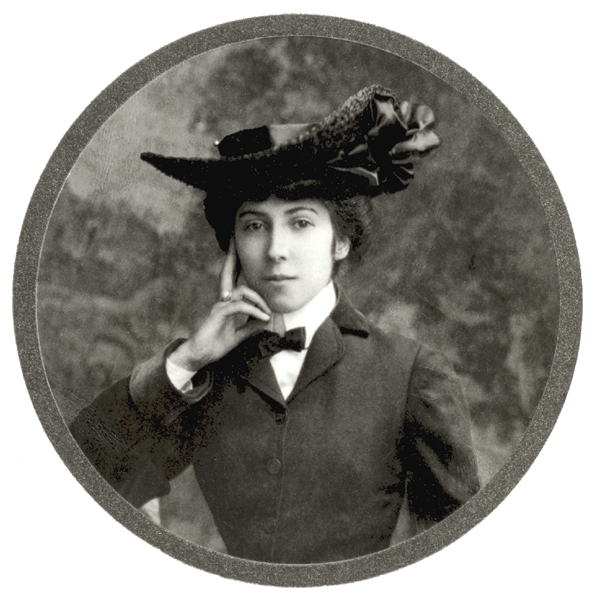
Catherine Pozzi

Catherine Pozzi fue una poetisa, narradora y diarista francesa. Nació en París en el seno de una familia de la alta burguesía el 13 de julio de 1882 y murió en esa misma ciudad el 3 de diciembre de 1934.

## Biografía
Hija de un célebre médico, Samuel Pozzi, uno de los posibles modelos de los que se sirvió Marcel Proust para su Doctor Cottard, recibió una esmerada educación. Fue amiga de Colette, de Anna de Noailles, de Rilke y mantuvo una tormentosa relación intelectual y amorosa con Paul Valéry.

A partir de 1910 comenzó a desarrollar una tuberculosis que la marcaría profundamente y que terminaría acabando con su vida.

En 1927 publicó un relato autobiográfico, Agnès, considerado por Jean Paulhan como una pequeña obra maestra. Desde 1913 hasta su muerte escribió un Diario. En 1935 publicó seis poemas (Ave, Vale, Scopolamine, Nova, Maya y Nyx) de una perfección tal que le han dado un lugar privilegiado en todas las antologías de la poesía francesa del siglo XX.
Al morir dejó sin terminar su obra más ambiciosa, su ensayo filosófico Peau d'âme (Piel de alma).